# Josyara
Josyara é uma cantora, compositora, instrumentista e produtora musical brasileira, natural de Juazeiro, Bahia. Segundo o portal El Cabong, Josyara mescla MPB com ritmos nordestinos e utiliza uma técnica percussiva ao violão que chama atenção pela originalidade. Josyara ganhou notoriedade nacional com o lançamento do álbum Mansa Fúria em 2018, cuja recepção crítica destacou sua expressividade vocal e presença cênica.

## Biografia
Josyara nasceu em Juazeiro, na região do norte da Bahia em 26/09/1991.Iniciou sua trajetória musical na adolescência, desenvolvendo uma identidade artística marcada pela experimentação sonora e pelo domínio técnico do violão. Sua abordagem percussiva ao violão e sua interpretação vocal foram destacadas por críticos como diferenciais de sua musicalidade, que incorpora o sotaque e ritmos regionais.
Seu primeiro reconhecimento nacional veio com o álbum Mansa Fúria, lançado em 2018, que obteve destaque em veículos especializados, com menção à sua originalidade e a potência emocional de suas composições. EM 2019, venceu o prêmio WME como Revelação. Em 2020, lançou Estreite com Giovani Cidreira (Joia Moderna). Em 2022, lançou o disco ÀdeusdarÁ, aprofundando temas pessoais e existenciais, seguido por apresentações em festivais e colaborações musicais com artistas como Pitty. Em 2024 lançou o EP Mandiga Multiplicação, interpretando músicas do Timbalada. Em 2024 venceu o prêmio WME como melhor instrumentista. Em 2025, lançou o single Ensacado, com participação especial de Pitty e também os singles Corredeiras e Sobre Nós e o disco AVIA.

## Carreira
O álbum de estreia Mansa Fúria foi analisado em profundidade por veículos especializados como El Cabong e Música Instantânea. A obra foi reconhecida por sua mescla de MPB com sonoridades regionais e por letras que abordam questões de identidade e sensibilidade afetiva.
Em 2022, a artista lançou ÀdeusdarÁ. Em entrevistas sobre o álbum, Josyara abordou temas pessoais e existenciais, refletindo sobre suas vivências de forma intimista.
Entre suas colaborações notáveis está a gravação da canção "Ensacado" com Pitty, uma releitura da compositora Cátia de França.

## Estilo musical
A música de Josyara se caracteriza por uma abordagem híbrida que integra MPB, música eletrônica, ritmos afro-brasileiros e elementos da tradição sertaneja nordestina. Seu violão, marcado por percussividade e afinação precisa, é parte central de sua performance. O portal El Cabong destaca Josyara como parte de uma nova geração da música brasileira, que concilia ancestralidade e inovação sonora.

## Premiações e reconhecimento
- WME Awards 2024 – Vencedora na categoria "Melhor Instrumentista".[7][8]
- Prêmio Grão de Música (6ª edição) – Artista contemplada por sua trajetória musical.[1]
- Prêmio Multishow – Mencionada como indicada à categoria "Artista Revelação".[9]
- WME Awards 2019 – Vencedora na categoria "Revelação".[7][8]

## Discografia

### Álbuns de estúdio
- Mansa Fúria (2018)
- ÀdeusdarÁ (2022)
- AVIA (2025)

### EPs
- Mandinga Multiplicação (2024)

### Colaborações notáveis
- "Anacrônico" (com Pitty, 2020)
- "ladoAlado" (com Margareth Menezes, 2022)
- "Ensacado" (com Pitty, 2025)